# Lieux
Der Lieux ist ein Fluss in Frankreich, der in der Region Okzitanien verläuft. Er entspringt im Gemeindegebiet von Quins, entwässert generell in südwestlicher Richtung durch ein gering besiedeltes Gebiet und mündet nach 25 Kilometern an der Gemeindegrenze von Crespin und Pampelonne als rechter Nebenfluss in den Viaur. Auf seinem Weg durchquert der Lieux das Département Aveyron und berührt im Mündungsabschnitt auch das benachbarte Département Tarn.

## Orte am Fluss
(Reihenfolge in Fließrichtung)
- Naucelle
- Crespin